# Knowle (North Devon)
Knowle – wieś w Anglii, w hrabstwie Devon, w dystrykcie North Devon.